# New Zealand State Highway 37
Der New Zealand State Highway 37 (State Highway 37 oder in Kurzform SH 37) ist eine Fernstraße von nationalem Rang auf der Südinsel von Neuseeland.

## Geographie
Die Fernstraße gehört mit einer Länge von 7,33 km mit zu den kürzesten State Highways des Landes. Sie befindet sich im nordöstlichen Teil des Waitomo Districts, der an der Westküste der Nordinsel liegt. Te Kūiti, mit der Verwaltung des Distrikts, liegt nur acht Kilometer südlich. Das Gebiet, in dem sich die Straße befindet, ist auch als King Country bekannt.

## Geschichte
Die gesamte Strecke des Highways wurde am 26. Juni 1997 in der New Zealand Gazette öffentlich bekannt gemacht und damit ihrer Bestimmung übergeben.

## Streckenführung
Der State Highway 37 beginnt an einer Kreuzung bei der Siedlung Hangatiki, an der die Straße vom New Zealand State Highway 3 nach Westen abzweigt. Sie endet nach 7,33 km in der kleinen Ortschaft Waitomo Caves.